# Kernkraftwerk Ruppur
Das in Bau befindliche Kernkraftwerk Ruppur (bengalisch রুপপুর পারমাণবিক বিদ্যুৎ কেন্দ্র, engl. Ruppur oder auch Rooppur Nuclear Power Plant) mit einer Nettoleistung von 2,16 GW soll das erste Kernkraftwerk in Bangladesch werden. Der Bau erfolgt durch die russische Atombehörde Rosatom, was die Nichtregierungsorganisation Transparency International Bangladesch im Dezember 2015 kritisierte, da russische Kernreaktoren generell unsicher seien. Baubeginn war am 30. November 2017. Der erste der beiden Blöcke soll 2025 erstmals angefahren werden. Zwei zusätzliche Reaktoren möchte die Regierung in Ruppur errichten, sobald die ersten beiden fertiggestellt sind.

## Energieplanungen der Regierung im Jahr 2010
Der Energiebedarf Bangladeschs wächst seit Jahren stark an. Im Jahr 2013 lag das Wachstum bei 9 %. Die installierte Leistung der bangladeschischen Elektrizitätswerke betrug im Januar 2014 11,3 GW. Weitere 500 MW wurden aus dem benachbarten Westbengalen (Indien) importiert. Mehr als 30 % der Bevölkerung leben ohne Elektrizität und Stromausfälle kommen häufig vor. Nach den Berechnungen der Regierung im Jahr 2010 ist mit einem Gesamt-Energiebedarf 34 TWh im Jahr 2030 zu rechnen. Bis zum Jahr 2021 wollte die bangladeschische Regierung die Energieerzeugung um zusätzliche 24 GW steigern. Die zusätzliche Energie sollte zu 30 % aus heimischer Kohle, 20 % aus Import-Kohle, 25 % aus Erdgas und 5 % Bio-Ethanol erzeugt werden. Die restlichen 20 % sollten über Kernenergie, erneuerbare Energien, sowie Energieimporte gedeckt werden.

## Standort
Das Kraftwerk soll 200 km nordwestlich von Dhaka im Nordwesten des Landes bei Ruppur im Distrikt Pabna gebaut werden. Der Standort liegt nur etwa 30 Kilometer Luftlinie von der indischen Grenze entfernt direkt an der Lalon-Shah-Straßenbrücke über die Pabna.

## Geschichte
Erste Pläne zum Bau eines Kernkraftwerkes im damaligen Ostpakistan gab es schon 1961. Die Regierung wählte ein Gelände von 253,90 ha nahe der Stadt Pabna aus, 1963 wurde dies genehmigt. 1964 und 1966 wurden seitens der Regierung Verhandlungen sowohl mit Kanada als auch mit Schweden und Norwegen geführt. Diese verliefen jedoch ergebnislos. Nach der Unabhängigkeit Bangladeschs gab es 1974 Gespräche mit der Sowjetunion, die ebenfalls ohne Ergebnis endeten. Im Jahr 1980 billigte die Regierung einen Plan zum Bau eines 125-MW-Reaktors, jedoch kam dies nicht zur Ausführung. Konkretere Planungen gab es dann wieder im Jahr 2001, als die bangladeschische Regierung einen nationalen Atomenergieplan (Nuclear Power Action Plan) verabschiedete, der 2005 zu einem Abkommen mit der Volksrepublik China führte. China bot die Finanzierung des Projektes, das zwei 500 MW-Reaktoren umfassen sollte, an.
2009 nahm Bangladesch Verhandlungen mit Russland auf und am 13. Februar 2009 unterzeichneten beide Seiten eine Absichtserklärung zum Bau von zwei Reaktoren in Ruppur mit einer elektrischen Leistung von jeweils 1000 MW. Rosatom gab das Jahr 2017 als Zeitpunkt des geplanten Baubeginns bekannt.
2013 wurde Kritik aus der Zivilgesellschaft an dem geplanten Projekt laut, die sich unter anderem an den technisch bereits obsoleten WWER-1000-Reaktoren entzündete (siehe dazu ausführlich unten). 2015 wurde das russische Angebot für ein Jahr ausgesetzt. Rosatom bot statt der WWER-1000 zwei WWER-1200-Reaktoren an, welche die Leistung des Kraftwerks auf 2,4 GW erhöhen würden. Am 25. Dezember 2015 wurden die Verträge für den Bau dieser Reaktoren unterzeichnet. Die veranschlagten Kosten stiegen entgegen den im selben Jahr getätigten Aussagen von 4 Mrd.auf 13 Mrd. USD.
Am 30. November 2017 wurde mit den Bauarbeiten begonnen. Am 5. Oktober 2023 war der Reaktor noch in Bau, aber die erste Ladung Kernbrennstoff erreichte den Standort. Im September 2024 erfolgte die erstmalige testweise Beladung des 1. Blocks mit Brennelementattrappen zur Überprüfung der Geometrie des Reaktorkerns.
Am 17. Juli 2025 wurde mit dem "hot test" begonnen um das ordnungsgemäße Verhalten der Anlage unter Betriebstemperatur zu überprüfen.

## Kritik
2013 machte eine Gruppe von bangladeschischen Wissenschaftlern, darunter viele Kernphysiker, im In- und Ausland in einem offenen Brief an die Regierung unter Premierministerin Hasina Wajed ihre ernsten Zweifel an der Sicherheit und Wirtschaftlichkeit des Kraftwerks deutlich.
Die Kritiker argumentierten, dass der Standort falsch gewählt sei. Er sei vor 50 Jahren durch die damals regierende pakistanische Militärjunta ausgewählt worden, ohne dass eine genaue Standortprüfung erfolgt sei. Die Padma, der das Kühlwasser für die geplanten Reaktoren entnommen werden solle, führe mittlerweile insbesondere in den Sommermonaten aufgrund der auf indischer Seite etwa 40 Kilometer stromaufwärts gebauten Farakka-Staustufe wesentlich weniger Wasser als früher. Die Wassermenge der Padma reiche voraussichtlich nicht für die Kühlung von einem und erst recht nicht von zwei 1000-MW-Reaktoren aus. Ein ungenügendes Kühlsystem erhöhe die Gefahr eines Nuklearunfalls, wie in Fukushima. Der damals geplante russische Reaktortyp WWER-1000 sei völlig veraltet. Selbst in Russland seien deswegen im Jahr 2008 entsprechende Reaktorprojekte aufgrund von Sicherheitsbedenken gestoppt worden. Den früheren Ostblockstaaten sei von der Europäischen Union (EU) zur Auflage gemacht worden, erst ihre unsicheren VVER-400- und WWER-1000-Reaktoren abzuschalten (gemeint wohl: WWER-440 und RBMK-1000), bevor sie als Mitgliedstaaten in die EU aufgenommen werden könnten.
Die Angaben der bangladeschischen Atomenergiekommission und des zuständigen Ministers, dass Russland die Kosten von 2 Milliarden US$ tragen werde, seien unzutreffend. Allein 500 Millionen US$ seien schon für ein Ausstellungszentrum, Machbarkeitsstudien etc. verplant. Die verbleibenden 1,5 Milliarden US$ reichten nicht für den Kraftwerkbau aus, wie ein Beispiel aus China zeige, wo eine vergleichbare Anlage 4,5 Milliarden US$ gekostet habe. Bangladesch habe zudem nicht die technische Infrastruktur und das know-how, um ein solch anspruchsvolles Projekt durchzuführen. Das Transportsystem sei unterentwickelt und in schlechtem Zustand. Alle hochwertigen Teile des Kraftwerkes müssten importiert werden und allein der schwierige Transport würde die Kosten in die Höhe treiben.
Bangladesch habe zudem keine Erfahrung im Umgang mit Kernreaktoren. Auch wenn Russland Hilfe zugesagt habe, liege die letzte Verantwortung bei den bangladeschischen Institutionen. Der Verbleib des radioaktiven Abfalls sei ungeklärt. Bisher sei keine Einigung mit Russland zur Abnahme des radioaktiven Mülls erzielt worden. Das Risiko, dass es zu einem Nuklearunfall kommen könnte, sei viel zu hoch und ein solcher würde immense Kosten nach sich ziehen. Abschließend verwiesen die Initiatoren des Schreibens auf das Beispiel „entwickelter“ Staaten, wie Deutschland, der Schweiz und Italiens, die alle auf die Kernenergie verzichtet hätten. Ihren Aufruf schlossen die bengalischen Wissenschaftler mit der folgenden Mahnung ab: „A grand vision is meaningless without competence, judgement and knowledge.“(„Eine große Vision ist bedeutungslos, wenn sie nicht auch gepaart ist mit Kompetenz, Urteilsvermögen und Wissen.“)
Später schlug Rosatom statt des geplanten Baus von zwei WWER-1000 Reaktoren die zwei jetzt im Bau befindlichen Reaktoren des Nachfolgermodells WWER-1200 vor.

## Daten der Reaktorblöcke
| Block | Reaktortyp | Modell     | Status | Netto- leistung in MWe (Design) | Brutto- leistung in MWe | Therm. Leistung in MWt | Baubeginn  | Erste Kritikalität | Erste Netzsyn- chronisation | Kommer- zieller Betrieb (geplant) | Abschal- tung (geplant) | Einspeisung in TWh |
| ----- | ---------- | ---------- | ------ | ------------------------------- | ----------------------- | ---------------------- | ---------- | ------------------ | --------------------------- | --------------------------------- | ----------------------- | ------------------ |
| 1     | PWR        | VVER V-523 | In Bau | 1080                            | 1200                    | 3200                   | 30.11.2017 | –                  | –                           | –                                 | –                       | –                  |
| 2     | PWR        | VVER V-523 | In Bau | 1080                            | 1200                    | 3200                   | 14.07.2018 | –                  | –                           | –                                 | –                       | –                  |